# Haruya Sumiya
Haruya Sumiya (în japoneză 住谷 春也; n. 5 februarie 1931 – d. 9 iunie 2024) a fost un eseist și critic literar japonez, cunoscut în principal ca traducător de literatură română. A tradus în limba japoneză numeroase opere literare românești, mai ales proza lui Mircea Eliade și Liviu Rebreanu. 

## Biografie

### Formarea profesională
S-a născut în 5 februarie 1931 în satul Kokufu-mura (azi orașul Gunma-mati) din prefectura Gunma, într-o familie cu origini foarte vechi. Formarea sa intelectuală a avut loc într-un mediu cultural cu tradiții rurale ancestrale. Bunicul său, Tomota (1864-1943), a fost primar, iar fratele acestuia, Tenrai (1869-1944), a fost un cunoscut poet și militant pacifist, care a editat revista de propagandă creștină Seika, desființată de autoritățile japoneze în 1936. Tomota a avut trei fii: Etsuji (1895-1987), istoric al economiei japoneze și președinte al universității Doshisha, Saburo (1900-1967), poet și autor al câtorva volume de poezii, și Iwane (1900-1997), artist avangardist.
Haruya, care era fiul lui Saburo, a urmat studiile primare în satul natal și studiile medii în orașul Maebashi (reședința prefecturii Gunma), fiind interesat în această perioadă de matematică și de limba engleză. A ales să studieze limba germană la Liceul superior Matsumoto, dar pasiunea pe care i-a stârnit-o viața și opera lui Arthur Rimbaud l-a determinat să studieze limba franceză ca autodidact. A urmat apoi cursurile Facultății de Limba și Literatura Franceză de la Universitatea din Tokyo (1950-1953), pe care le-a absolvit cu o teză despre viața și opera lui Paul Éluard, iar în perioada studiilor a făcut parte dintr-o organizație studențească ce milita împotriva războiului.

### Studierea limbii române
După absolvirea facultății, a lucrat la diverse edituri cu profil didactic din Tokyo, printre care editura Gakken, și a participat la redactarea voluminosului Lexicon Enciclopedic Shinseiki (circa 3000 de pagini), tipărit în 1968. Începând din 1973 a studiat limba română sub îndrumarea profesorului Atsushi Naono și a urmat timp de mai mulți ani cursurile de vară de limba și cultura românească organizate la Brașov, Sinaia, București, Iași și Baia Mare.
În perioada 1986-1990 a fost doctorand la Facultatea de Litere a Universității din București, având-o ca îndrumătoare de doctorat pe prof. dr. Zoe Dumitrescu-Bușulenga. În cei patru ani cât s-a aflat în România a ținut cursuri de limba și literatura japoneză la Universitatea din București și la Universitatea Populară „Ioan I. Dalles” din București, iar în 1989 a luat parte la evenimentele revoluționare care au dus la căderea regimului comunist.

### Traducător
După întoarcerea în Japonia s-a dedicat traducerii literaturii române în limba japoneză. A predat limba română la Institutul pentru Studii Străine (The Foreign Studies Institute) al Ministerului Afacerilor Externe din Japonia (1992-1996) și a fost director al Asociației Japonia-România (din 1993). A publicat numeroase volume de literatură română tradusă în japoneză, inclusiv un ciclu al prozei fantastice a lui Mircea Eliade în trei volume (2003-2005), cu 1.600-1.700 de pagini, pe care criticul George Muntean îl considera un ciclu recunoscut „prin competență, acuratețe și valoare”. A scris, de asemenea, un număr mare de articole, eseuri, studii și recenzii atât în presa română, cât și în presa japoneză.
A tradus, de asemenea, proză scurtă românească, care a fost publicată în unele periodice și antologii: Eugen Barbu („Prânzul de duminică”, 1979), D.R. Popescu („Mări sub pustiuri”, 1979), Ruxandra Niculescu („Strada Plopilor Vechi”), Adrian Rogoz („Fugă în spațiu-timp”, „Altarul zeilor stochastici”, 1980), Horia Aramă („Verde Aixa”, 1981), Vladimir Colin („Broasca”, 1982), Gheorghe Săsărman („Evadarea lui Algernon”, 1982), Gib. I. Mihăescu („Visul”, 1995) și Urmuz („Pagini bizare”, 2003), și a prefațat câteva volume.
Activitatea sa de traducător a fost recunoscută prin acordarea câtorva premii: Premiul Asociației Traducătorilor din Japonia (1985) pentru versiunea japoneză a romanului Ion de Liviu Rebreanu și Premiul Fundației Culturale Române (1999) pentru integrarea literaturii române în circuit internațional. Haruya Sumiya a fost decorat pe 16 ianuarie 2004 cu Ordinul Meritul Cultural în grad de Comandor, Categoria A - „Literatura” „în semn de apreciere pentru contribuția personală avută la promovarea literaturii române în lume”. I s-a conferit în mai 2007 titlul de cetățean de onoare al orașului Năsăud în semn de omagiu pentru traducerea în japoneză a două romane ale lui Liviu Rebreanu.

## Traduceri
- Rumania no minwa („Antologie de basme românești”), Editura Kōbunsha, Tokyo, 1978; în colaborare cu Atsushi Naono
- Barukan no minwa („Basme balcanice”), Editura Kōbunsha, Tokyo, 1980; în colaborare cu Atsushi Naono
- Mircea Eliade, Hōnihiberugā hakase no himitsu („Secretul doctorului Honigberger”), Arushīvu Seibun-Sha, Kyoto, 1983; Fukutake Shoten, Tokyo, 1990
- Liviu Rebreanu, Daichi e no inori („Ion”), Editura Kōbunsha, Tokyo, 1985
- Ion Mihai Pacepa, Akai Oocho („Orizonturi roșii”), Editura Kōbunsha, Tokyo, 1993
- Mircea Eliade, Jukyuhon no bara („19 trandafiri”), Editura Sakuhinsha, Tokyo, 1993
- Mircea Eliade, Reijō Kurisutina („Domnișoara Christina”), Sakuhinsya, Chiyoda-Tokyo, 1995
- Mircea Eliade, Yōseitachi no yoru („Noaptea de Sânziene”), Editura Sakuhinsha, Tokyo, 1996
- Liviu Rebreanu, Shokei no mori („Pădurea spânzuraților”), Editura Kōbunsha, Tokyo, 1997
- Zaharia Stancu, Jipushī no horobasha („Șatra”), Editura Kōbunsha, Tokyo, 1997
- Mircea Eliade, Maitorei („Maitreyi”), Editura Sakuhinsha, Tokyo, 1999; reeditată în 2009 de editura Kawade Shobo Shinsha din Tokyo în vol. Maitorei. Keibetsu
- Mircea Eliade, Eriāde gensō shōsetsu zenshū, 3 vol., Sakuhinsha, Chiyoda-Tokyo, 2003-2005; în colaborare cu Atsushi Naono
- Adela Popescu, Watacrapachi no aida ni-toki („Între noi timpul”), Editura Michitani, Tokyo, 2003
- Mircea Eliade, Eriāde jishin o kataru meikyū no shiren („Încercarea labirintului”), Sakuhinsha, Tokyo, 2009
- Mircea Cărtărescu, Boku-ra ga josei o aisuru riyū („De ce iubim femeile”), Shotosha, Tokyo, 2015
- Paul Goma, „Justa”, 2017